# Президентские выборы в Хорватии (2009—2010)

## Первый тур
Президентские выборы в Хорватии начались 27 декабря 2009 года. Поскольку никто из кандидатов не набрал 50 % голосов, состоялся второй тур 10 января 2010 года. Действующий президент Степан Месич не имел права баллотироваться на третий срок.

### Опросы общественного мнения
| Кандидат | Кандидат                                                                 | 3. VIII 2009. CRO Demoskop | 24. VIII 2009. Hendal za Tportal | 26. VIII 2009. Promocija plus za SDP | 1. IX 2009. Puls za Novu TV | 10. IX 2009. Totus-Opiniometar | 11. IX 2009. Sinergie za SDP | 18. IX 2009. Mediana za Jutarnji list | 18. X 2009. Puls za Večernji list | 28. X 2009. Puls za T-Portal | 31. X 2009. Puls za Nova TV | 4. XI 2009. CRO Demoskop |
| -------- | ------------------------------------------------------------------------ | -------------------------- | -------------------------------- | ------------------------------------ | --------------------------- | ------------------------------ | ---------------------------- | ------------------------------------- | --------------------------------- | ---------------------------- | --------------------------- | ------------------------ |
|          | Йосипович, Иво (Социал-демократическая партия Хорватии)                  | 22.1 %                     | 25.8 %                           | 25 %                                 | 32.9 %                      | 22 %                           | 26.4 %                       | 21.1 %                                | 26.6 %                            | 28.5 %                       | 24.6 %                      | 24.9 %                   |
|          | Бандич, Милан (независимый)                                              | /                          | 10 %                             | 10.5 %                               | /                           | <4 %                           | 6.7 %                        | 14.7 %                                | 11.3 %                            | 13.6 %                       | 17.6 %                      | 14.5 %                   |
|          | Видошевич, Надан (независимый центрист)                                  | 14.1 %                     | 9.3 %                            | 10.5 %                               | 12.8 %                      | 20 %                           | 13 %                         | 15 %                                  | 10.8 %                            | 12.7 %                       | 13.1 %                      | 13.4 %                   |
|          | Хебранг, Андрия (Хорватское демократическое содружество)                 | 11.1 %                     | 4 %                              | 12 %                                 | 7.3 %                       | 4 %                            | 7.1 %                        | 8.3 %                                 | 8 %                               | 10.7 %                       | 11 %                        | 9.4 %                    |
|          | Пусич, Весна (Хорватская народная партия)                                | 11.8 %                     | 7.5 %                            | 9.5 %                                | 9.7 %                       | <4 %                           | 4.4 %                        | 11 %                                  | 9.2 %                             | 7.2 %                        | 6.8 %                       | 8.6 %                    |
|          | Кажин, Дамир (Демократический совет Истры)                               | 4.8 %                      | 3.3 %                            | /                                    | 6.9 %                       | <4 %                           | 3.3 %                        | 4.5 %                                 | 5 %                               | 4.3 %                        | /                           | <4 %                     |
|          | Ожболт, Весна Шкаре (независимая, при поддержке Демократического центра) | /                          | /                                | /                                    | /                           | <4 %                           | 4.2 %                        | /                                     | 5.9 %                             | 4.6 %                        | /                           | <4 %                     |
|          | Приморац, Драган (независимый)                                           | /                          | 1.3 %                            | /                                    | /                           | <4 %                           | /                            | 3.3 %                                 | 4.4 %                             | 4.2 %                        | /                           | <4 %                     |
|          | Юрчевич, Йосип (независимый правоцентрист)                               | 6.3 %                      | 1.8 %                            | /                                    | /                           | <4 %                           | /                            | /                                     | 1.3 %                             | 2.3 %                        | /                           | /                        |
|          | Туджман, Мирослав (независимый правый)                                   | 2.0 %                      | 2.3 %                            | /                                    | /                           | /                              | /                            | /                                     | 0.8 %                             | 1.6 %                        | /                           | /                        |
|          | Микшич, Борис (независимый правый)                                       | /                          | 2.3 %                            | /                                    | /                           | /                              | /                            | /                                     | 1 %                               | /                            | /                           | /                        |
|          | Не определились                                                          | 15.8 %                     | 31.3 %                           | 32.5 %                               |                             | 42 %                           |                              |                                       | 10.5 %                            | 10.5 %                       | 9.1 %                       | 13.3 %                   |

## Второй тур
Второй тур президентских выборов в Хорватии прошёл 10 января 2010 года. По итогам первого тура в него вышли политик и композитор Иво Йосипович (Социал-демократическая партия Хорватии) и мэр Загреба Милан Бандич (независимый кандидат).
Вышедшие во второй тур кандидаты обвиняют друг друга в несамостоятельности. Милан Бандич в ночь подсчёта голосов назвал Йосиповича пешкой председателя СДПХ Зорана Милановича, а Йосипович, в свою очередь, обвинил Бандича в том, что он управляется бывшим премьер-министром Иво Санадером.
Действующий президент Стипе Месич поддержал Иво Иосиповича и сказал, что не верит в прозрачность финансирования кампании Милана Бандича.
Среди других кандидатов Иво Йосиповича поддержали: Надан Видошевич, Весна Пусич, Дамир Кайин. Милана Бандича поддержал Борис Микшич.

Кандидаты во втором туре
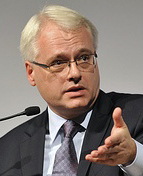
Иво Йосипович
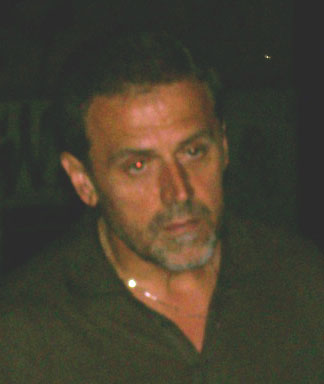
Милан Бандич

### Опросы общественного мнения
| Кандидат | Кандидат        | Партия                                 | 28.12.2009 Puls for Nova TV | 29.12.2009 TotusOpiniometar | 30.12.2009 Cro Demoskop | 2-4.01.2010 Media Metar | 04.01.2010 Promocija Plus |
| -------- | --------------- | -------------------------------------- | --------------------------- | --------------------------- | ----------------------- | ----------------------- | ------------------------- |
|          | Иво Йосипович   | Социал-демократическая партия Хорватии | 56,3 %                      | 52,5 %                      | 53,5 %                  | 55,2 %                  | 54,5 %                    |
|          | Милан Бандич    | Независимый                            | 31,6 %                      | 14,7 %                      | 33,7 %                  | 44,8 %                  | 37,1 %                    |
|          | Не определились | Не определились                        | 12,1 %                      | 32,8 %                      | 12,9 %                  | /                       | 8,4 %                     |

## Результаты
Иво Йосипович во втором туре выборов получил больше 60 % голосов. Его соперник, мэр Загреба Милан Бандич набрал, соответственно, около 40 %